# Batalla de los Países Bajos
La batalla de los Países Bajos formó parte de las batallas libradas durante la batalla de Francia en los inicios de la Segunda Guerra Mundial. La misma empezó el 10 de mayo de 1940 y terminó una semana después, con la rendición del gobierno neerlandés ante la Alemania Nazi. Si bien gran parte del ejército de los Países Bajos estaba intacto en el momento de la rendición, la destrucción de Róterdam por bombarderos alemanes forzó la prematura capitulación, con la condición de evitar que otras ciudades neerlandesas sufrieran el mismo destino.

## Antecedentes

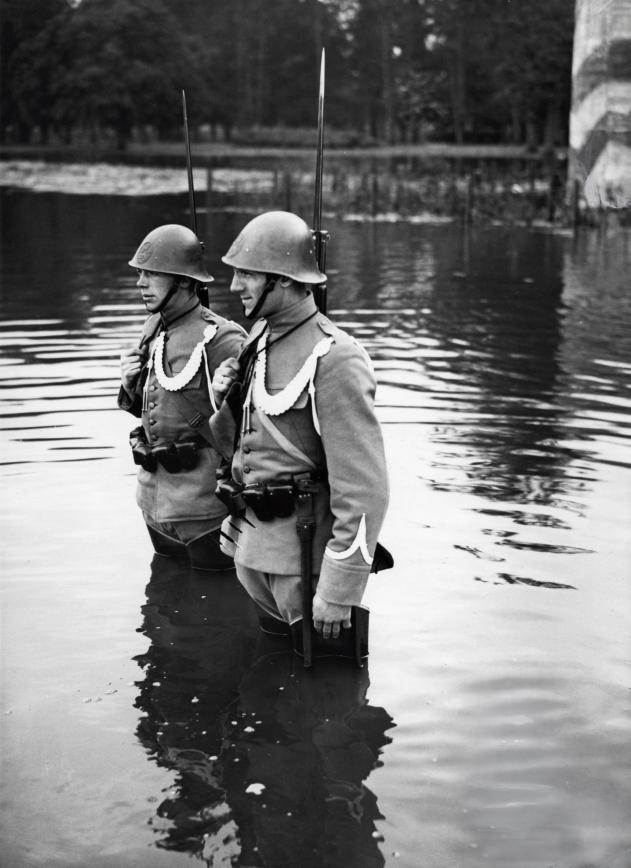
Soldados neerlandeses en guardia, noviembre de 1939.

Después de la Invasión alemana de Polonia de 1939, Reino Unido y Francia declararon la guerra al Reich, aunque nada pasó en el Frente Occidental durante ese período (por ese motivo, fue bautizada como la Guerra de broma). Los Países Bajos por su parte habían ignorado el rearme alemán y no habían tomado ninguna medida para prepararse ante una posible guerra.
Debido a la inexistencia de líneas defensivas importantes en los Países Bajos, tanto el bando aliado como el bando del Eje consideraron a estos y a Bélgica como la mejor ruta para atacar a su oponente. A pesar de las continuas insistencias aliadas de que los neerlandeses y Bélgica se unieran al bando aliado, estos dos países mantuvieron su neutralidad, incluso después de que los belgas obtuvieran los planos del ataque alemán, donde quedaba clara la intención germana de invadir la Tercera República Francesa, a través de Bélgica.
Francia, por su parte, consideró respetar la neutralidad de Bélgica y los Países Bajos hasta el verano de 1941, época en que pensaba lanzar una importante ofensiva sobre Alemania, que finalmente nunca llegó a realizarse.
Después de la Invasión de Dinamarca y de Noruega, ambas neutrales, el gobierno neerlandés empezó a tomar medidas defensivas, preparándose para un posible asalto aerotransportado. Sin embargo la mayoría de la población creía de forma ingenua que tanto los Aliados como Alemania iban a respetar su neutralidad como hicieron en la Primera Guerra Mundial.

## Preparación neerlandesa

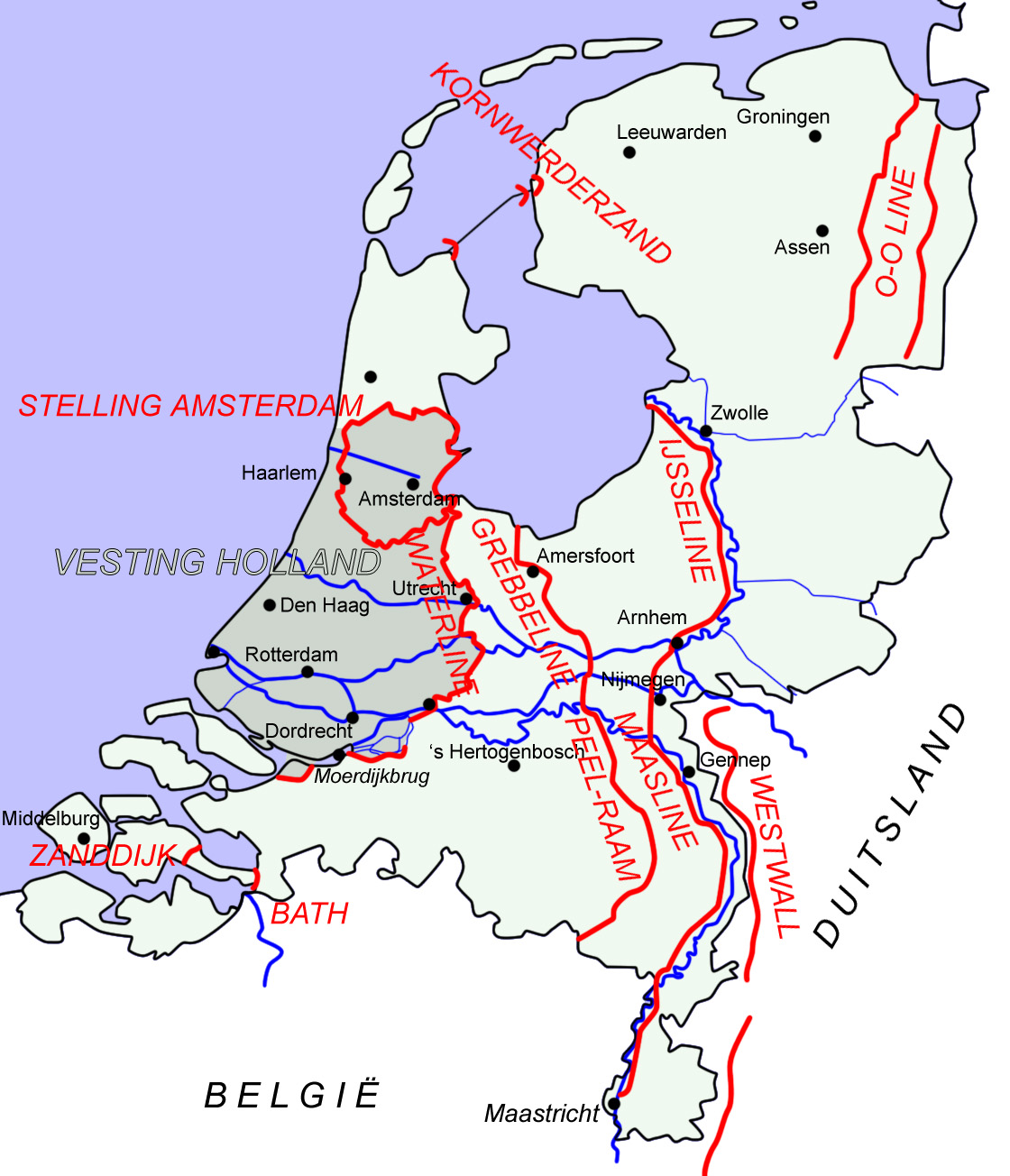
Líneas defensivas de los Países Bajos.

Desde el principio se consideró que una batalla contra Alemania jamás podría ser ganada por los Países Bajos. Esto motivó que los neerlandeses se ampararan en el recurso de la neutralidad en lugar de explotar su potencial defensivo, que incluía una población joven numerosa, así como una industria moderadamente importante. Esta inacción contrastaba con las actividades de rearme alemanas que a inicios de la guerra contaba con bombarderos Stuka, fusiles de asalto, tanques, etc. De esta manera, al iniciar la guerra, los cuerpos blindados en los Países Bajos eran casi inexistentes, y los fusiles eran de fabricación anterior a la Primera Guerra Mundial.
La escasez de armas era uno de los principales problemas de los Países Bajos, por ello solamente se pudieron formar ocho divisiones y una división motorizada. En contraste Bélgica, con menor población, tenía veintidós divisiones. En 1939 el gobierno neerlandés intentó cambiar la situación pero se encontró con que el Reino Unido y Francia no querían venderle armas, en parte como represalia por no unirse a su bando. Alemania obviamente no quería venderle armamento al país que pensaba invadir. El gobierno neerlandés no recurrió a la Unión Soviética porque no reconocía su gobierno. En cuanto a fortificaciones defensivas, los Países Bajos no poseían fortalezas modernas como la de Eben Emael en Bélgica, y sus líneas defensivas se basaban en gran parte en filas de bolsas de arena, útiles en 1914, pero obsoletas en 1940.
Debido a la escasez de artillería, de fuerza aérea, de fortalezas modernas, la inexistencia de tanques y el mediocre entrenamiento de las tropas neerlandesas, no era de extrañar que los generales alemanes pronosticaran conquistar el núcleo de los Países Bajos en un día.
Gran parte de la defensa de los Países Bajos dependía de la "Línea de Agua", creada en el siglo XVII y obviamente obsoleta para 1940. Sin dejarse desanimar los neerlandeses la movieron un poco más al este en el siglo XIX. En 1940 colocaron puestos de guardia. La "Línea de Agua" estaba colocada de forma tal que los suelos delante de ella podían ser fácilmente inundados, convirtiendo el campo de batalla en un lodazal. El área atrás de la línea fue llamada ingenuamente Vesting Holland ("Fortaleza Holanda"). Se planeó inicialmente replegarse a esa zona ante la invasión alemana, con la esperanza de que este país solo ocuparía las provincias del sur necesarias para invadir Bélgica y dejaría el resto de los Países Bajos en paz.
Cuando la guerra se volvió inminente, los neerlandeses construyeron la "Línea Grebbe", que debía resguardar las áreas no protegidas por la "Línea de Agua". Por supuesto, esta nueva línea defensiva no cambió en gran manera el desarrollo de la batalla.
Después de que Noruega y Dinamarca fueran invadidas, los Países Bajos se prepararon para un posible ataque de paracaidistas sobre La Haya y Róterdam. Esta fue una de las pocas acciones acertadas que se llevaron a cabo para evitar la invasión.

## Estrategia alemana
Inicialmente la intención de Alemania era ocupar las zonas de los Países Bajos necesarias para el asalto sobre Bélgica y Francia. Sin embargo la insistencia del jefe de la Luftwaffe Hermann Goering de capturar las bases aéreas neerlandesas para la futura batalla de Inglaterra obligó a considerar la conquista total del país.
Por supuesto, jamás se consideró de vital importancia la captura de los Países Bajos, ya que si el ataque sobre Bélgica era solamente un ataque de diversión, era normal esperar que no se asignaran muchas tropas a la conquista de la primera. Por ende, el 18.º Ejército alemán, el más débil de los ejércitos alemanes, fue designado para la batalla. Este ejército solo poseía cuatro divisiones regulares de infantería, mientras que las otras tres divisiones eran de reserva. La gran mayoría de los soldados no tenía experiencia de combate y su entrenamiento era insuficiente.
Dándose cuenta de la baja calidad de las tropas destinadas a la ofensiva, se les asignó además la única división de caballería alemana y varias divisiones SS, entre las que se encontraba la 1.ª División Leibstandarte SS Adolf Hitler.
Sin embargo, la superioridad alemana no era suficiente para asegurar una rápida victoria, por lo que se recurrió a la 7.ª División de Paracaidistas y a la 22.ª División de Infantería Aerotransportada, cuyo objetivo sería descender en La Haya y capturar a varias importantes personalidades del gobierno, entre las que se incluía el Alto Mando neerlandés y la reina Guillermina; de hecho algunos oficiales tomaron clases de protocolo real, preparándose para el momento de detener a la casa real neerlandesa. Conscientes de que el asalto aerotransportado sobre La Haya podía fracasar, se preparó la 9.ª División Panzer con 141 tanques para evacuar a las tropas de la ciudad. Al mismo tiempo se planificó que dos divisiones atacaran la "Línea Grebbe".

## La ofensiva
En la madrugada del 10 de mayo de 1940, aviones alemanes cruzaron el cielo neerlandés pero pasaron de largo hasta el canal de la Mancha. Los neerlandeses creyeron que los aviones se dirigían a Gran Bretaña, pero los escuadrones dieron media vuelta sobre el Canal y regresaron a las bases neerlandesas, destruyendo a la mayoría de la Fuerza Aérea de los Países Bajos en el suelo.
Inmediatamente después las fuerzas aerotransportadas fueron lanzadas desde Junkers Ju 52, aunque el fuego antiaéreo neerlandés logró derribar unos doscientos setenta y cinco de estos aparatos durante toda la batalla. Esta fue la primera señal del fracaso alemán en La Haya. Los paracaidistas no pudieron capturar el aeropuerto en el tiempo acordado, por lo que cuando los aviones alemanes con soldados a bordo empezaron a aterrizar fueron destruidos por los pocos carros armados que tenían los defensores. Inmediatamente fue suspendido el aterrizaje en el aeropuerto original y los aviones empezaron a aterrizar donde podían, quedando las tropas dispersas. Finalmente los paracaidistas tomaron el aeropuerto, pero cuando llegaron los refuerzos neerlandeses, los alemanes tuvieron que huir.
En Róterdam la situación fue distinta, los paracaidistas encontraron seria resistencia, pero al aterrizar más y más soldados, los defensores neerlandeses fueron superados. Cerca de Róterdam todos los puentes importantes fueron capturados.
El intento alemán de capturar puentes sobre el Nieuwe Maas (Nuevo Mosa) consistió en disfrazar neerlandeses voluntarios, pertenecientes al Partido Nazi de los Países Bajos, como policías, llevando soldados alemanes como prisioneros de guerra, con el fin de engañar a los equipos de detonación de puentes neerlandeses. Si bien la mayoría de los intentos fracasaron, siendo volados algunos equipos de captura junto con los puentes, un puente en particular[¿cuál?] fue capturado permitiendo que un tren descargara soldados alemanes detrás de las líneas defensivas.

## La batalla

### 10 de mayo

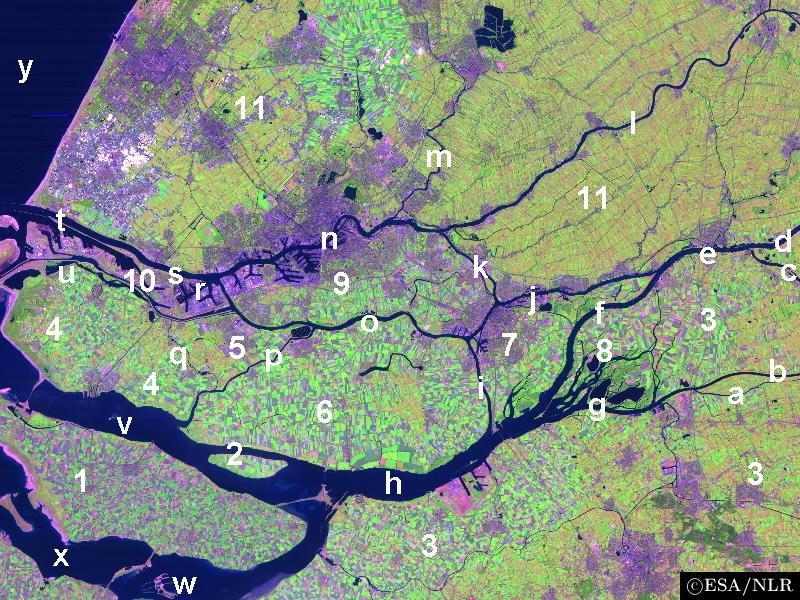
Localización de las áreas de aterrizaje; en la costa está La Haya; Róterdam en la "n", Waalhaven en "9" y Dordrecht en "7":"h" indica el Diep neerlandés

En la mañana del 10 de mayo de 1940 los neerlandeses despertaron con el sonido de la aviación alemana surcando el cielo. La Alemania nazi había comenzado a ejecutar el Plan Amarillo («Fall Gelb» en alemán) atacando los Países Bajos, Bélgica, Francia y Luxemburgo: en el caso de los Países Bajos, prescindiendo de una previa declaración de guerra.
Durante la noche la Luftwaffe violó el espacio aéreo neerlandés, lo atravesó y desapareció por el oeste, dando a los neerlandeses la impresión de que se dirigían directamente al Reino Unido. Pero los escuadrones alemanes dieron la vuelta en el cielo del mar del Norte, girando al este de nuevo para llevar a cabo un ataque sorpresa sobre los aeródromos neerlandeses. Muchos aviones fueron destruidos en el suelo. Los escasos aviones neerlandeses que lograron despegar consiguieron abatir trece aviones alemanes, pero la mayoría fueron destruidos durante la lucha.

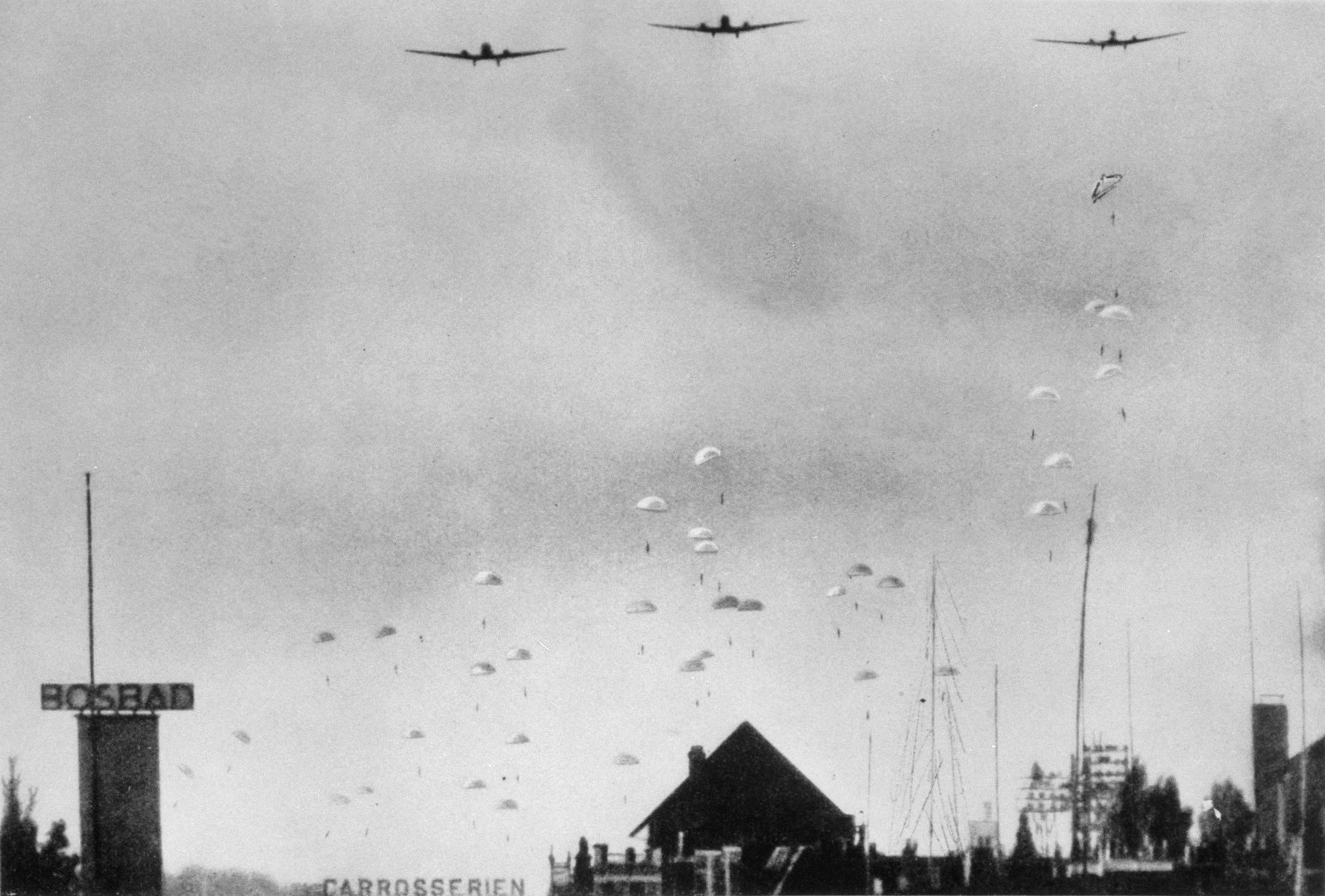
Tropas alemanas saltando sobre los Países Bajos el 10 de mayo de 1940.

Justo a continuación, los paracaidistas tomaron tierra. Las baterías antiaéreas neerlandesas pudieron derribar numerosos aviones de transporte Ju 52; los datos oficiales se perdieron posteriormente, pero se estima que unos doscientos setenta y cinco aviones de transporte fueron abatidos durante la campaña neerlandesa.
El ataque sobre La Haya terminó en fracaso. Los paracaidistas no consiguieron capturar el aeródromo principal, Ypenburg, a tiempo de permitir el aterrizaje seguro de las tropas de infantería en los Ju 52. Los Landsverks destruyeron las dos primeras oleadas de Ju 52, matando a la mayoría de sus ocupantes. Una vez que la pista de aterrizaje quedó bloqueada por los restos de aviones destrozados, las siguientes oleadas abortaron el aterrizaje y trataron de buscar alternativas, a veces desembarcando a sus soldados en prados o en playas, ocasionando así la dispersión de las tropas. El campo auxiliar de Ockenburg se demostró ineficaz, dado que estaba todavía en construcción. Finalmente, los paracaidistas ocuparon Ypenburg, pero fueron inmediatamente atacados. Un regimiento completo de infantería estaba estacionado en las inmediaciones del aeródromo, y con apoyo de la artillería dispersó a los alemanes en unas horas. El aeródromo de Valkenburg fue asimismo reconquistado, obligando al resto de las tropas aerotransportadas a buscar refugio en el pueblo cercano.
El ataque sobre Róterdam fue mucho más exitoso. Primero, doce hidroaviones, transportando ciento veinte hombres, tomaron tierra en el centro de la ciudad, desplegando grupos de asalto que conquistaron la antigua Willems Bridge para establecer cabezas de puente sobre el río Nieuwe Maas (Nuevo Mosa). Entonces, el aeródromo militar de Waalhaven, situado al sur de la ciudad en la isla de IJsselmonde, fue atacado por fuerzas aerotransportadas. Un batallón de infantería estaba emplazado aquí, pero tan cercano a las pistas que los paracaidistas aterrizaron en medio de sus posiciones. Una confusa lucha sucedió a continuación. Una primera oleada de Ju 52 fue parcialmente destruida, pero esta vez los transportes continuaron aterrizando a pesar de las bajas. Al final, los defensores neerlandeses fueron aplastados. Las tropas alemanas, aumentando en número sin cesar, comenzaron a moverse hacia el este para tomar contacto con los paracaidistas que tenían que ocupar los otros dos puentes de vital importancia. En la isla de Dordrecht, el puente fue capturado, pero en la ciudad la guarnición aguantó. Los grandes puentes de Moerdijk, en el Brabante Septentrional, sobre el extenso estuario del río Diep, conectando las islas con la provincia de Brabante Septentrional fueron capturados, estableciéndose cabezas de puente fortificadas en ambas márgenes. En la localidad de Moerdijk se cometieron crímenes de guerra, cuando seis oficiales capturados fueron ejecutados al negarse sus tropas a rendirse.

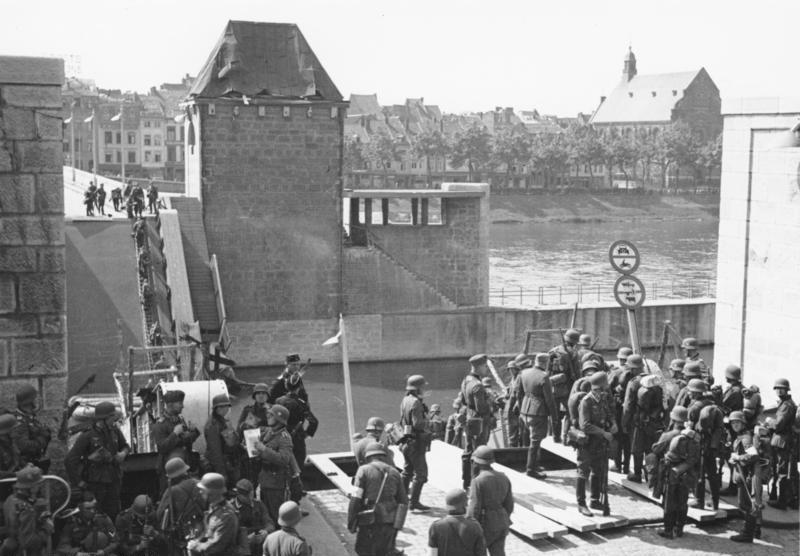
A pesar de la destrucción de los puentes Wilhelminabrug y Sint Servaasbrug (en la imagen) las tropas alemanas atravesaron Maastricht muy rápido.

Los alemanes trataron de capturar intactos los puentes sobre los ríos Ijssel y Mosa (Maas en alemán), usando comandos que comenzaron a infiltrarse en la frontera neerlandesa el 8 de mayo. En la noche del 10 de mayo, se aproximaron a los puentes: unos pocos hombres de cada equipo se disfrazaron con uniformes de la policía militar neerlandesa y simularon estar trasladando a un grupo de prisioneros alemanes, intentando confundir a los grupos neerlandeses encargados de volar los puentes. Algunos de esos "policías militares" fueron neerlandeses reales, miembros del (NSB) Nationaal-Socialistische Beweging, el Partido Nazi neerlandés. La mayoría de estos intentos fallaron, siendo finalnente detonados los puentes (en dos ocasiones con los comandos incluidos). La principal excepción fue el puente de ferrocarril de Gennep. Inmediatamente, un tren militar lo cruzó, atravesando la posición Peel-Raam en Mill y desplegando un batallón de infantería tras la línea defensiva.
Los neerlandeses publicaron informes sobre soldados alemanes disfrazados en las agencias internacionales de noticias. Esto causó un gran miedo a la quinta columna, especialmente en Bélgica y Francia. Sin embargo, y a diferencia de la situación que se produjo después en esos dos países, en los Países Bajos no se produjo ningún éxodo masivo de refugiados civiles atestando las carreteras. Generalmente, los soldados alemanes se comportaron con corrección con la población neerlandesa, formando ordenadas colas en las tiendas para comprar bienes difíciles de adquirir en Alemania a causa del racionamiento, como el chocolate.
Tras los mayoritariamente fallidos asaltos a los puentes, las divisiones alemanas iniciaron intentos de cruce sobre los ríos Ijssel y Mosa. Las primeras oleadas fueron generalmente rechazadas, a causa de un insuficiente desgaste previo de las fortificaciones. Un bombardeo posterior destruyó estos puntos fuertes, permitiendo a las divisiones de infantería cruzar el río tras construir pontones; sin embargo, en algunas zonas, como en Venlo, el intento fue rechazado con éxito.
Incluso antes de la llegada del tren armado, cuerpos del Tercer ejército habían sido ya retirados de la posición Peel-Raam, llevando consigo toda la artillería, si bien cada regimiento dejó un batallón preparado tras de sí, con catorce "batallones fronterizos", como fuerza de cobertura, llamada la "División Peel". Los cuerpos se unieron a seis batallones que ya ocupaban la línea Waal-Linge, reforzando así de nuevo la posición: sin embargo, poniéndose a sí misma en una situación en la cual no podría tener posteriormente influencia en la batalla, un cuarto del ejército quedó, a efectos prácticos, convertido en una fuerza irrelevante.
La División Ligera, con base en Vught, fue la única reserva móvil de la que el ejército neerlandés pudo disponer. Se decidió que efectuase un contraataque sobre las tropas aerotransportadas alemanas desembarcadas en IJsselmonde. Sus regimientos marcharon sobre los puentes de los ríos Mosa y Waal, para girar entonces al anochecer a la izquierda a través del Alblasserwaard, alcanzando el río Noord, que separaba este pólder de IJsselmonde. Allí descubrieron que el único puente, construido en 1939, había sido dejado sin vigilancia por los paracaidistas, simplemente porque los alemanes desconocían su existencia debido a la no actualización de sus mapas. Se decidió sin embargo posponer un intento de cruce hasta el día siguiente, cuando la artillería hubiese estado preparada para apoyarlo. Ni siquiera se estableció una cabeza de puente.
Mientras tanto, al atardecer del 10 de mayo, los primeros efectivos de la 1.ª División Mecanizada Ligera francesa habían comenzado a llegar a los Países Bajos. Esta división era la parte del 7.º Ejército francés desplegada más al norte; su misión era asegurar la comunicación entre los Países Bajos y el puerto belga de Amberes.

### 11 de mayo

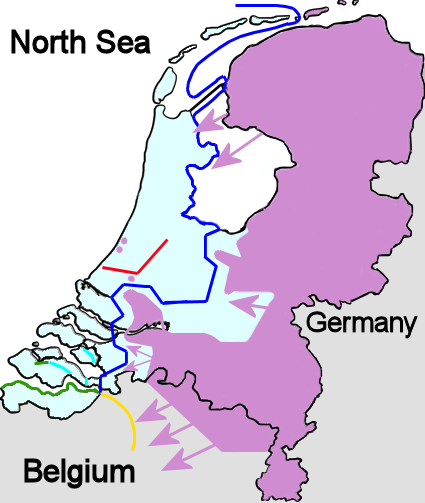
Situación neerlandesa justo antes del bombardeo de Róterdam.
Leyenda:
Localización de las líneas de defensa neerlandesas y áreas con presencia de tropas neerlandesas
Línea neerlandesa de defensa fortificada contra carros de combate
Defensas neerlandesas en Zelanda
Línea belga de defensa
Defensas francesas en los Países Bajos
Posición de las tropas alemanas, así como área bajo su control

Unidades del ejército alemán habían ya alcanzado la parte sur de la "Línea Grebbe" al atardecer del día 10. Esta sección no había sido inundada, y por tanto estaba protegida por una línea de puestos de avanzada ("voorpostenlinie"), cubiertos por un batallón de infantería. Hacia las tres y media de la mañana del día 11, la artillería alemana comenzó a bombardear los puestos, seguida al amanecer por un ataque a cargo del regimiento de las SS "Der Führer". Superados en número e inadecuadamente armados, el batallón resistió como pudo, pero hacia el atardecer todos los puestos avanzados estaban en manos alemanas. Un contraataque nocturno neerlandés fracasó, sobre todo por causa del “fuego amigo” recibido a cargo de tropas neerlandesas no informadas del avance.
Al finalizar el día 10, en Brabante Septentrional se dio la orden de retirada desde la posición Peel-Raam al Zuid-Willemsvaart, un canal algunos kilómetros al oeste. Esto supuso abandonar posiciones bien preparadas, así como artillería y ametralladoras pesadas. Además, la margen este del canal era más alta que la oeste, con lo que los defensores no podían ver a los atacantes. Un sector del lado oeste fue dejado sin defensa; dado que este sector contenía un puente que no fue demolido, los alemanes consiguieron cortar en dos con facilidad la posición Zuid-Willemsvaart; hacia el final del día 11, habían cruzado el Zuid-Willemsvaart por todas partes.
El ataque planeado a cargo de la División Ligera quedó también en nada. En un corto período, el puente sobre el río Noord había sido preparado para la defensa por los paracaidistas alemanes, y se demostró infranqueable. Diversos intentos de cruzar el río en botes también fallaron, y, ya por la tarde, la División Ligera recibió órdenes de desplazarse a la isla de Dordrecht, a donde llegó por la noche.
Más temprano, ese día, se realizaron intentos de cruzar el Oude Maas (Antiguo Mosa), por Dordrecht y Barendrecht. No hubo apoyo artillero y los ataques fueron llevados a cabo de forma indecisa, por lo que, en consecuencia, todos fallaron. Las unidades de reconocimiento de la 1.ª División Mecanizada Ligera francesa intentaron un ataque en el puente de Moerdij, pero hubieron de retirarse al ser atacadas por la aviación alemana.
En Róterdam, a pesar de los importantes refuerzos recibidos, los neerlandeses no consiguieron desalojar a los paracaidistas alemanes de su cabeza de puente en el lado norte del Mosa. A pesar de haber recibido órdenes de hacerlo del general Student, el comandante alemán rehusó evacuar la posición, y a pesar de los bombardeos a cargo de los dos bombarderos neerlandeses restantes, los paracaidistas alemanes resistieron. Mantuvieron asimismo la posición en los alrededores de La Haya, donde ninguno de los intentos de eliminar a los aislados paracaidistas tuvo éxito.

## Los primeros días
El optimismo neerlandés prevaleció durante los primeros tres días de la batalla, principalmente a causa de que la velocidad de los acontecimientos impedía disponer de información objetiva y completa. No obstante, la población estaba convencida de que, en caso de ataque alemán, el Reino Unido y Francia vendrían al rescate en unos pocos días y empujarían a los alemanes de vuelta a su país. Los británicos y los franceses no llegaron. El ejército francés avanzó a través de la frontera belga-neerlandesa, pero fue obligado a retirarse hacia Dunkerque algunos días después. Si bien hubo algunos pequeños éxitos neerlandeses, los alemanes avanzaron a gran velocidad.

## Los últimos días

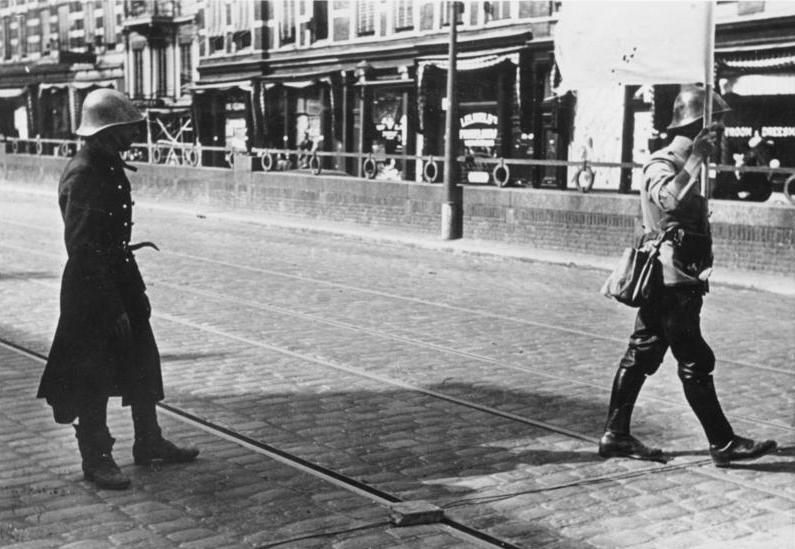
Un negociador neerlandés, que porta una bandera blanca, avanza hacia posiciones alemanas en Noordereiland. 14 de mayo de 1940.

El 14 de mayo la situación neerlandesa parecía haber mejorado: aunque los alemanes ocupaban ya la mayoría del territorio, las ciudades principales y el grueso de la población neerlandesa estaban aún bajo control neerlandés. El avance alemán fue detenido en el Kornwerderzand (una línea de puestos avanzados situada en el Afsluitdijk e imposible de sobrepasar); los paracaidistas alemanes resistentes fueron eliminados o rodeados y los panzer alemanes parecían haber sido detenidos en el sur, en Róterdam. Los neerlandeses no eran los únicos en darse cuenta de la situación. El Alto Mando alemán y el propio Hitler estaban preocupados. Hitler, quien había planeado el ataque a los Países Bajos junto a Von Manstein, temía que los británicos desembarcasen en la costa neerlandesa y emplearan los aeródromos neerlandeses para atacar Alemania, por lo que exigió que los Países Bajos fuesen derrotados en pocos días.

## El final

Animación de la invasión de los Países Bajos

Se envió un ultimátum a los defensores de Róterdam poco después. Se les conminaba a capitular inmediatamente; en caso de negativa, serían bombardeados. Cuando el oficial neerlandés regresaba de firmar la capitulación,[cita requerida] de pronto un enorme grupo de bombarderos alemanes hizo su aparición;[cita requerida] a pesar de los intentos de aviso mediante bengalas para cancelar el ataque[cita requerida] (el por qué la formación no había recibido la orden de abortar la misión sigue siendo un tema controvertido), y aunque un grupo retornó a la base, el otro gran grupo continuó y bombardeó Róterdam. Cerca de 900 personas murieron y la ciudad sufrió enormes daños, sobre todo a causa de los incendios.
Enfrentado a un nuevo ultimátum que amenazaba con la destrucción tanto de Utrecht como de Ámsterdam, el comandante en jefe neerlandés, el general Winkelman, hundido por las noticias de la destrucción de Róterdam y siendo consciente de que los británicos y los franceses no podrían acudir en su ayuda, decidió que las vidas de la población civil eran más importantes que alargar la lucha unos pocos días más. Decidió que los Países Bajos se rindieran, con la excepción de la provincia de Zelanda, donde la lucha continuó a fin de dar a las tropas francesas un tiempo necesario para su retirada. Las líneas de defensa de Bath y de Zanddijk favorecían a la parte defensora por su naturaleza geográfica (rodeada de canales) y la isla de Walcheren tenía una línea adicional de defensa en los estrechos de Sloe. Esto permitía a las tropas francesas y neerlandesas ralentizar el avance alemán, aunque no por mucho tiempo. Sin apoyo aéreo significativo, las líneas de Bath y Zanddijk cayeron rápidamente, quedando solo Walcheren y Schouwen-Duiveland en manos neerlandeses hasta el 17 de mayo, permitiendo una ajustada evacuación de las tropas a través del puerto de Flushing y por tierra hacia Bélgica.
Walcheren cayó cuando la Luftwaffe inició bombardeos masivos sobre Middelburg, la capital de la provincia. No obstante, la batalla de Zelanda puede ser considerada un éxito para los Aliados, ya que consiguió su objetivo: la evacuación de tropas neerlandesas y francesas. Zelanda se daba ya por perdida, dada su falta de defensas (no formaba parte de la "Fortaleza Holanda") y su posición geográfica entre los Países Bajos ocupados y Bélgica, también a punto de caer ante las fuerzas alemanas. Así, la Wehrmacht conquistó los Países Bajos, donde vivía exiliado el exemperador Guillermo II.

## Consecuencias
Tras la derrota neerlandesa, Guillermina de los Países Bajos estableció un gobierno en el exilio en el Reino Unido. La ocupación alemana comenzó oficialmente el 17 de mayo de 1940. Habrían de pasar cinco años, durante los cuales más de doscientos cincuenta mil neerlandeses murieron, antes de que los Países Bajos recuperasen su libertad, cuando el 7 y el 8 de mayo de 1945 las tropas canadienses liberaban Ámsterdam, Róterdam y La Haya.
- Datos: Q2649081
- Multimedia: Battle of the Netherlands / Q2649081